# Les Drakkars
Pour les articles homonymes, voir Drakkar (homonymie).
Pour plus de détails, voir Fiche technique et Distribution.

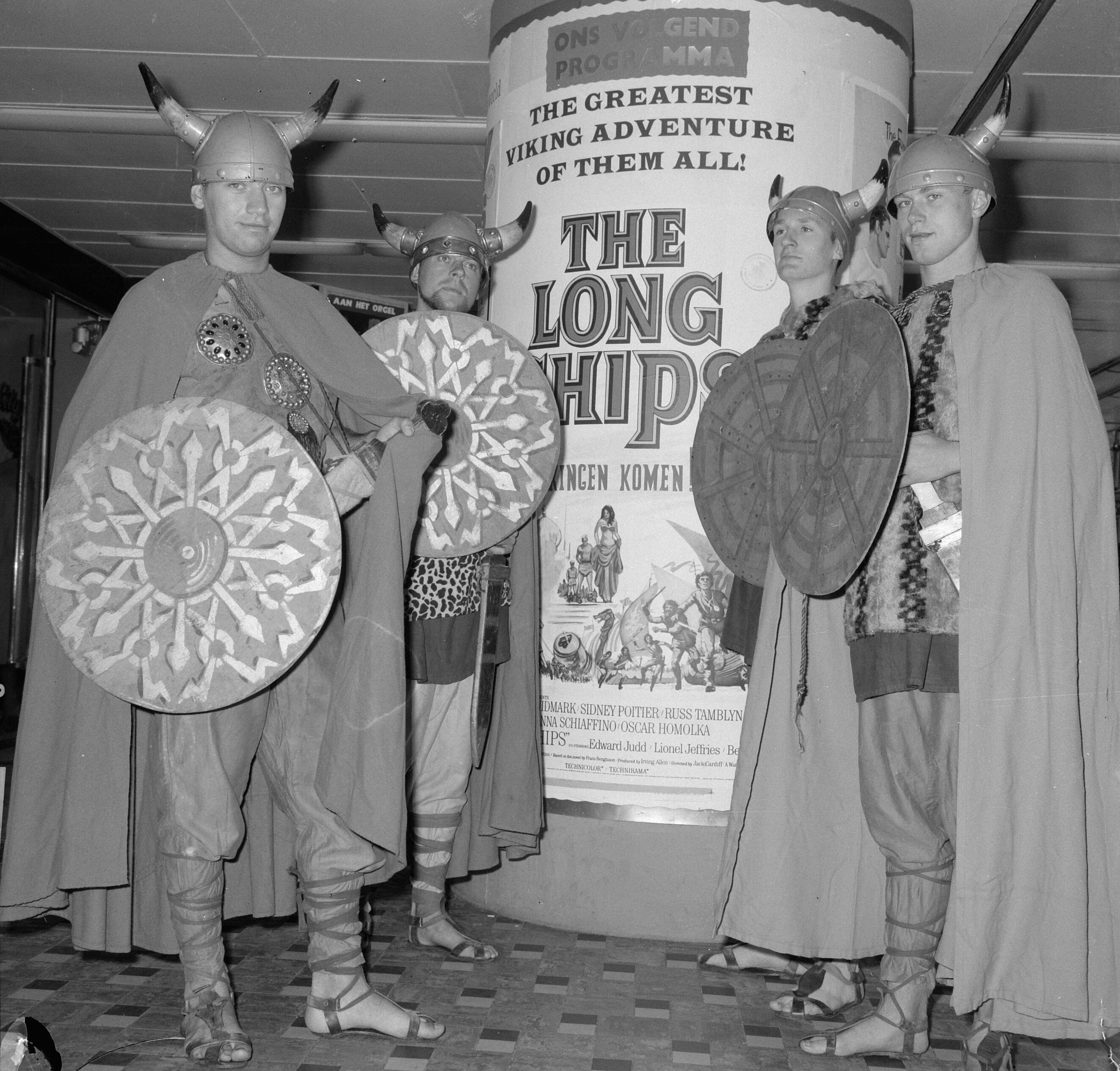
Jeunes hommes costumés en vikings et posant devant une affiche du film, pour la promotion de celui-ci à Amsterdam aux Pays-Bas, le 14 septembre 1964.

Les Drakars (titre original : The Long Ships) est un film anglo-yougoslave réalisé par Jack Cardiff et sorti en 1964.

## Synopsis
Au Moyen Âge, la légendaire « Mère des Voix », une cloche qui serait toute d’or pur et gigantesque, est l’enjeu d’une course entre des Vikings guidés par Rolfe et Orm et des Maures menés par Ali Mansu. Cette chasse au trésor va provoquer leurs affrontements par-delà les vastes mers…

## Fiche technique
- Titre : Les Drakkars
- Titre original : The Long Ships
- Réalisation : Jack Cardiff
- Scénario : Beverley Cross et Berkely Mather d’après la saga romanesque de Frans Gunnar Bengtsson, Röde Orm (Orm le Rouge)
- Musique : Dusan Radic
- Photographie : Christopher Challis
- Son : Paddy Cunningham, Hugh Strain
- Montage : Geoffrey Foot
- Décors : Bill Constable, Vlastimir Gavrik, Zoran Zorcic
- Costumes : Anthony Mendleson, David Ffolkes
- Pays d'origine :  Royaume-Uni,  Yougoslavie
- Tournage : 
  - Langue : anglais
  - Début prises de vue : 19 mars 1963
- Producteur : Irving Allen
- Sociétés de production : Warwick Film Productions (Royaume-Uni), Avala Film (Yougoslavie)
- Société de distribution : Columbia Pictures
- Format : couleur par Technicolor — monophonique (Westrex Recording System) :
  - Version 35 mm 2.35:1 Scope
  - Version 70 mm 2.20:1 Super Technirama
- Genre : film d'aventure
- Durée : 126 minutes
- Date de sortie : 3 mars 1964 au  Royaume-Uni
- Affiche : Georges Kerfyser (France)

## Distribution
- Richard Widmark (VF : Pierre Vaneck): Rolfe
- Sidney Poitier (VF : Bachir Touré) : Ali Mansu
- Russ Tamblyn : Orm
- Rosanna Schiaffino : Amina
- Oskar Homolka (VF : Henri Nassiet) : Krok
- Edward Judd (VF : Raymond Loyer) : Sven
- Lionel Jeffries : Aziz
- Beba Loncar (VF : Sophie Leclair) : Gerda
- Colin Blakely : Rhykka
- Paul Stassino (VF : Jean Violette) : Raschild

## Distinction
- BAFTA 1965 : Anthony Mendleson, nommé pour le Prix des meilleurs costumes.